# Яновець-Велькопольський (гміна)
Гміна Яновець-Велькопольський (пол. Gmina Janowiec Wielkopolski) — місько-сільська гміна у північній Польщі. Належить до Жнінського повіту Куявсько-Поморського воєводства.
Станом на 31 грудня 2011 у гміні проживало 9306 осіб.

## Територія
Згідно з даними за 2007 рік площа гміни становила 130.74 км², у тому числі:
- орні землі: 84.00%
- ліси: 5.00%

Таким чином, площа гміни становить 13.28% площі повіту.

## Населення
Станом на 31 грудня 2011:
| Опис     | Загалом | Загалом | Чоловіки | Чоловіки | Жінки | Жінки |
| -------- | ------- | ------- | -------- | -------- | ----- | ----- |
| одиниця  | осіб    | %       | осіб     | %        | осіб  | %     |
| все      | 9306    | 100     | 4626     | 49.71    | 4680  | 50.29 |
| міське   | 4119    | 100     | 2018     | 48.99    | 2101  | 51.01 |
| сільське | 5187    | 100     | 2608     | 50.28    | 2579  | 49.72 |

## Сусідні гміни
Гміна Яновець-Велькопольський межує з такими гмінами: Дамаславек, Жнін, Мелешин, Месьцисько, Роґово.